# Little Whale Cay Airport
Little Whale Cay Airport är en flygplats i Bahamas.   Den ligger i distriktet Berry Islands District, i den nordvästra delen av landet, 60 km nordväst om huvudstaden Nassau. Little Whale Cay Airport ligger 7 meter över havet. Den ligger på ön Little Whale Cay.
Terrängen runt Little Whale Cay Airport är mycket platt. Trakten är glest befolkad. Det finns inga samhällen i närheten. 